# Guardamotor

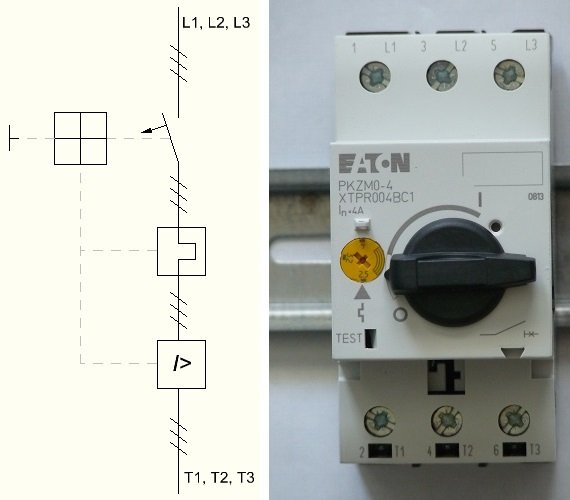
Guardamotor

Un  guardamotor  és un disjuntor magnetotèrmic, especialment dissenyat per a la protecció de motors elèctrics. Aquest disseny especial proporciona al dispositiu una corba de bursada que el fa més robust davant les sobreintensitats transitòries típiques de les arrencades dels motors. La bursada magnètica és equivalent a la d'altres interruptors automàtics però la bursada tèrmica es produeix amb una intensitat i temps majors. La seva corba característica es denomina D o K.
Les característiques principals dels guardamotors, igual que les d'altres interruptors automàtics magneto-tèrmics, són la capacitat de ruptura, la intensitat nominal o calibre i la corba de la bursada. Proporciona protecció davant sobrecàrregues del motor i curtcircuits, així com, en alguns casos, davant una manca de fase